# ボリス・アレクサンドロヴィチ (ミクリン公)
ボリス・アレクサンドロヴィチ（ロシア語: Борис Александрович、1412年頃 - 1460年）は、5代目ミクリン公である（在位：1435年 - 1460年）。
ミクリン公アレクサンドルの長男として生まれ、父の死後ミクリン公位を継いだ。1447年に、ショーシャ川の川辺にボリスとグレプ教会を建設した。1460年に死亡し、息子のアンドレイが後を継いだ。